# (10185) Gaudi
Pour les articles homonymes, voir Gaudi (homonymie).
(10185) Gaudi est un astéroïde de la ceinture principale.

## Description
(10185) Gaudi est un astéroïde de la ceinture principale. Il fut découvert le 18 avril 1996 à La Silla par Eric Walter Elst. Il fut nommé en l’honneur d'Antoni Gaudí. Il présente une orbite caractérisée par un demi-grand axe de 2,60 UA, une excentricité de 0,22 et une inclinaison de 4,5° par rapport à l'écliptique.

## Compléments